# Francesco Cedrelli
Francesco Cedrelli (Bergamo, 1813 – 10 novembre 1876) è stato un politico italiano.

## Biografia
Presidente del Consiglio provinciale di Bergamo, nonché Sindaco del capoluogo, fu per quattro legislature Deputato del Regno d'Italia. Venne eletto anche per la XIII legislatura del Regno d'Italia nel Collegio di Bergamo, ma morì prematuramente prima della proclamazione.
La sua città natale gli ha intitolato una via.